# 4760 Jia-xiang
4760 Jia-xiang è un asteroide della fascia principale. Scoperto nel 1981, presenta un'orbita caratterizzata da un semiasse maggiore pari a 2,3256102 UA e da un'eccentricità di 0,1281613, inclinata di 9,85119° rispetto all'eclittica.
L'asteroide è dedicato all'astronomo cinese Zhang Jiaxiang.